# Q to Q Demonstration Ferry
 (août 2017).

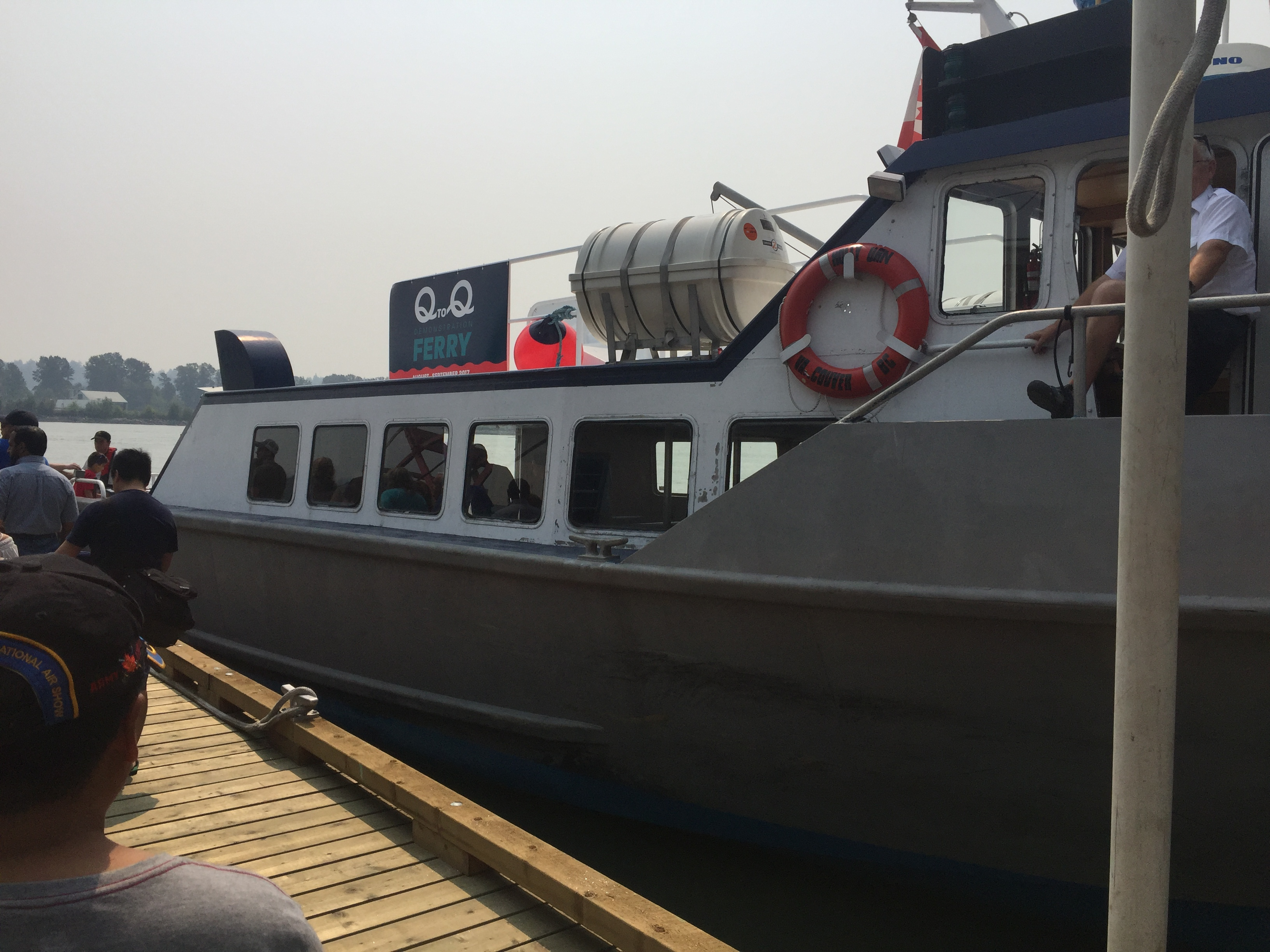
Traversier «QtoQ Demonstration Ferry» à Quayside, New Westminster.

Le Q to Q Demonstration Ferry (aussi écrit Q2Q) est un service de traversier qui relie la ville même de New Westminster et son exclave, Queensborough.

## Information
Sponsorisé et dirigé par le gouvernement municipal de New Westminster, il fait partie d'une étude pilote dont l'objectif est améliorer le lien entre la ville même de New Westminster et Queensborough,.

### Tarification
| Aller-simple              | Aller-simple |
| ------------------------- | ------------ |
| Adulte                    | 2 $          |
| Adolescents et âgé[e]s    | 1 $          |
| Enfants de moins de 5 ans | Gratuit      |

## Histoire
En janvier 2016, le gouvernement municipal de New Westminster a présenté une proposition d'un pont-levis, réservé pour les piéton[ne]s et les cyclistes, entre le quartier de Quaiside et Queensborough. Cependant, le coût estimé de ce pont-levis a monté de 10000000 CAD à 39100000 CAD après que des pilotes de remorqueurs, Port Metro Vancouver et Transportation Canada ont exprimé leur inquiétude,. Par conséquent, en octobre 2016, le gouvernement de New Westminster a décidé à suspendre la construction du pont-levis et à explorer la possibilité d'un service de traversier entre les deux quartiers.

## Critiques
Des défenseurs des personnes handicapées ont critiqué le service parce que le bateau n'est pas adapté aux fauteuils roulants.